# 大手町 (大分市)
大手町（おおてまち）は、大分県大分市の地名。現行行政地名は大手町一丁目から大手町三丁目。住居表示実施済区域。

## 地理
大手町は大分市中心部に位置し、大分県庁などの公共機関が多く立地している大分県の行政の中心地である。
北を国道197号（昭和通り）、南を国道10号、西を大手通り（遊歩公園）に囲まれた地区で、北で荷揚町及び、東で長浜町、南で金池町及び顕徳町、西で府内町に接する。町域内は、南から北に1-3丁目に分かれる。

## 歴史
行政地名としては1964年（昭和39年)に従前の大字大分の一部(通称で稲荷町東・胡町・万屋町・米屋町・後小路・古川町・江戸町・外堀・南新地・長池町・北町・御屋敷・荷揚町の一部・城崎町の一部)から成立。

### 地名の由来
大手町という地名は、この地区が府内城の大手門前に位置することにちなむものである。

## 世帯数と人口
2022年（令和4年）3月31日現在（大分市発表）の世帯数と人口は以下の通りである。
| 丁目         | 世帯数    | 人口    |
| ------------ | --------- | ------- |
| 大手町一丁目 | 511世帯   | 714人   |
| 大手町二丁目 | 198世帯   | 272人   |
| 大手町三丁目 | 476世帯   | 706人   |
| 計           | 1,185世帯 | 1,692人 |

### 人口の変遷
国勢調査による人口の推移。
| 1995年（平成7年）  | 1,844人 | [ 5 ]  |  |
| 2000年（平成12年） | 1,713人 | [ 6 ]  |  |
| 2005年（平成17年） | 1,669人 | [ 7 ]  |  |
| 2010年（平成22年） | 1,790人 | [ 8 ]  |  |
| 2015年（平成27年） | 1,730人 | [ 9 ]  |  |
| 2020年（令和2年）  | 1,783人 | [ 10 ] |  |

### 世帯数の変遷
国勢調査による世帯数の推移。
| 1995年（平成7年）  | 1,092世帯 | [ 5 ]  |  |
| 2000年（平成12年） | 1,085世帯 | [ 6 ]  |  |
| 2005年（平成17年） | 1,113世帯 | [ 7 ]  |  |
| 2010年（平成22年） | 1,216世帯 | [ 8 ]  |  |
| 2015年（平成27年） | 1,194世帯 | [ 9 ]  |  |
| 2020年（令和2年）  | 1,226世帯 | [ 10 ] |  |

## 学区
市立小・中学校に通う場合、学区は以下の通りとなる（2022年4月時点）。
| 丁目         | 番・番地等 | 小学校             | 中学校                 |
| ------------ | ---------- | ------------------ | ---------------------- |
| 大手町一丁目 | 全域       | 大分市立金池小学校 | 大分市立上野ヶ丘中学校 |
| 大手町二丁目 | 全域       | 大分市立長浜小学校 | 大分市立上野ヶ丘中学校 |
| 大手町三丁目 | 全域       | 大分市立長浜小学校 | 大分市立上野ヶ丘中学校 |

## 事業所
2016年（平成28年）現在の経済センサス調査による事業所数と従業員数は以下の通りである。
| 丁目         | 事業所数  | 従業員数 |
| ------------ | --------- | -------- |
| 大手町一丁目 | 58事業所  | 229人    |
| 大手町二丁目 | 57事業所  | 328人    |
| 大手町三丁目 | 79事業所  | 975人    |
| 計           | 194事業所 | 1,532人  |

## 交通

### 道路
- 国道197号

## 施設
- 大分県庁
- 大分県警察本部

## その他

### 日本郵便
- 郵便番号 : 870-0022[2]（集配局 : 大分中央郵便局[13]）。